# Immeuble Lavirotte
Pour les articles homonymes, voir Lavirotte.
L'immeuble Lavirotte (ou immeuble d'Alexandre Bigot) est un immeuble d'habitation situé à Paris, en France.

## Localisation
L'immeuble est situé au 29, avenue Rapp, dans le 7e arrondissement de Paris.

## Description
L'édifice est un immeuble de rapport de 6 étages. La façade porte des décorations de style Art nouveau et utilise du grès flammé.

## Historique
L'immeuble est construit par l'architecte Jules Lavirotte en 1900 pour le compte du céramiste Alexandre Bigot. Le décor de la façade, en céramique, offre à Bigot une surface d'exposition pour ses produits. Les sculpteurs Théobald-Joseph Sporrer, Firmin Michelet, Alfred Jean Halou et Jean-Baptiste Larrivé réalisent les sculptures.
L'immeuble est lauréat du concours de façades de la ville de Paris en 1901.

## Protection
La façade et la toiture sur rue sont inscrites au titre des monuments historiques en 1964. Les façades et toitures sur rue et sur cour, le hall d'entrée, l'escalier et sa cage sont inscrits par arrêté du 23 octobre 2015.
L'immeuble est également labellisé « patrimoine du XXe siècle ».

## Galerie photographique

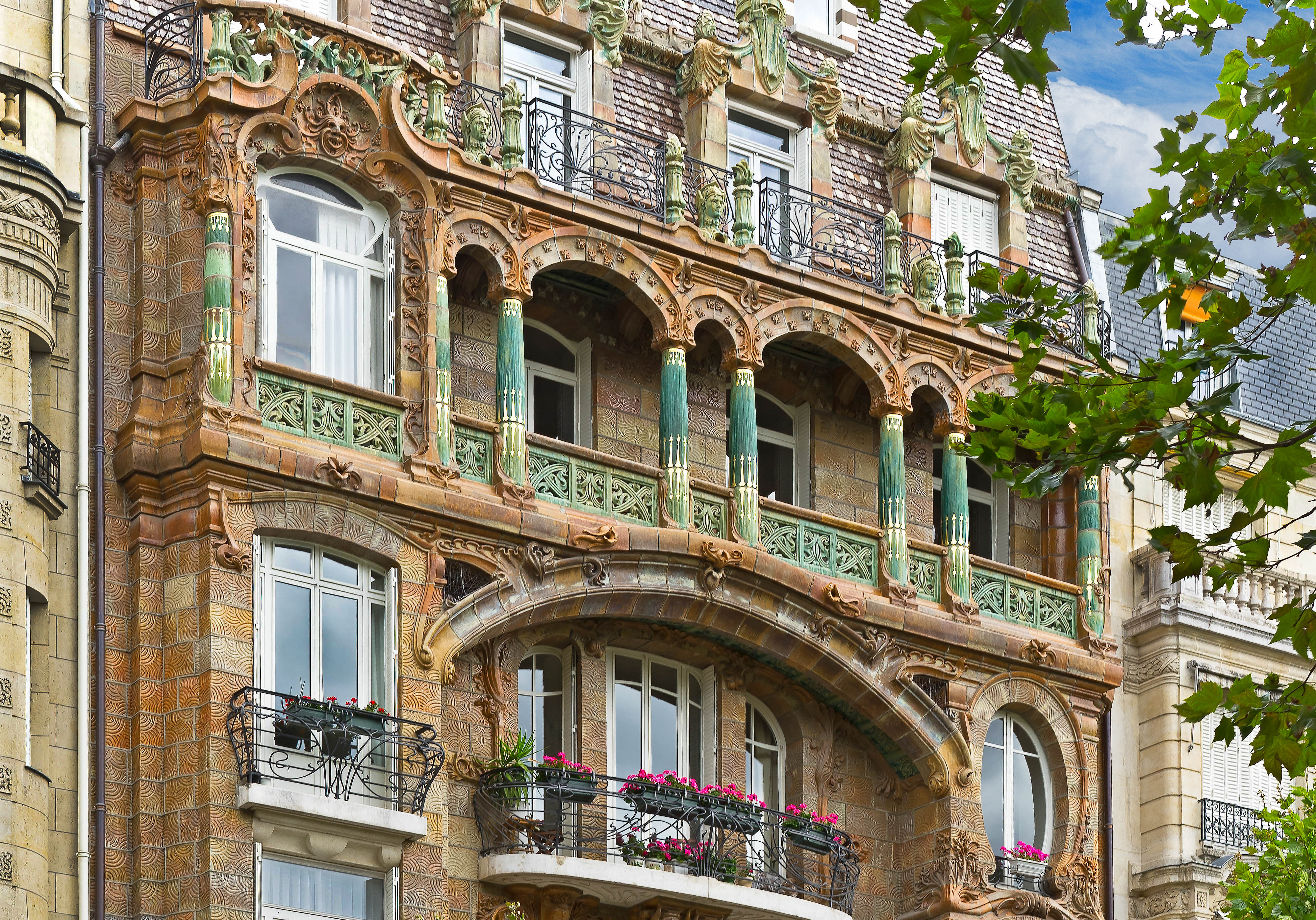
Détail de la façade.
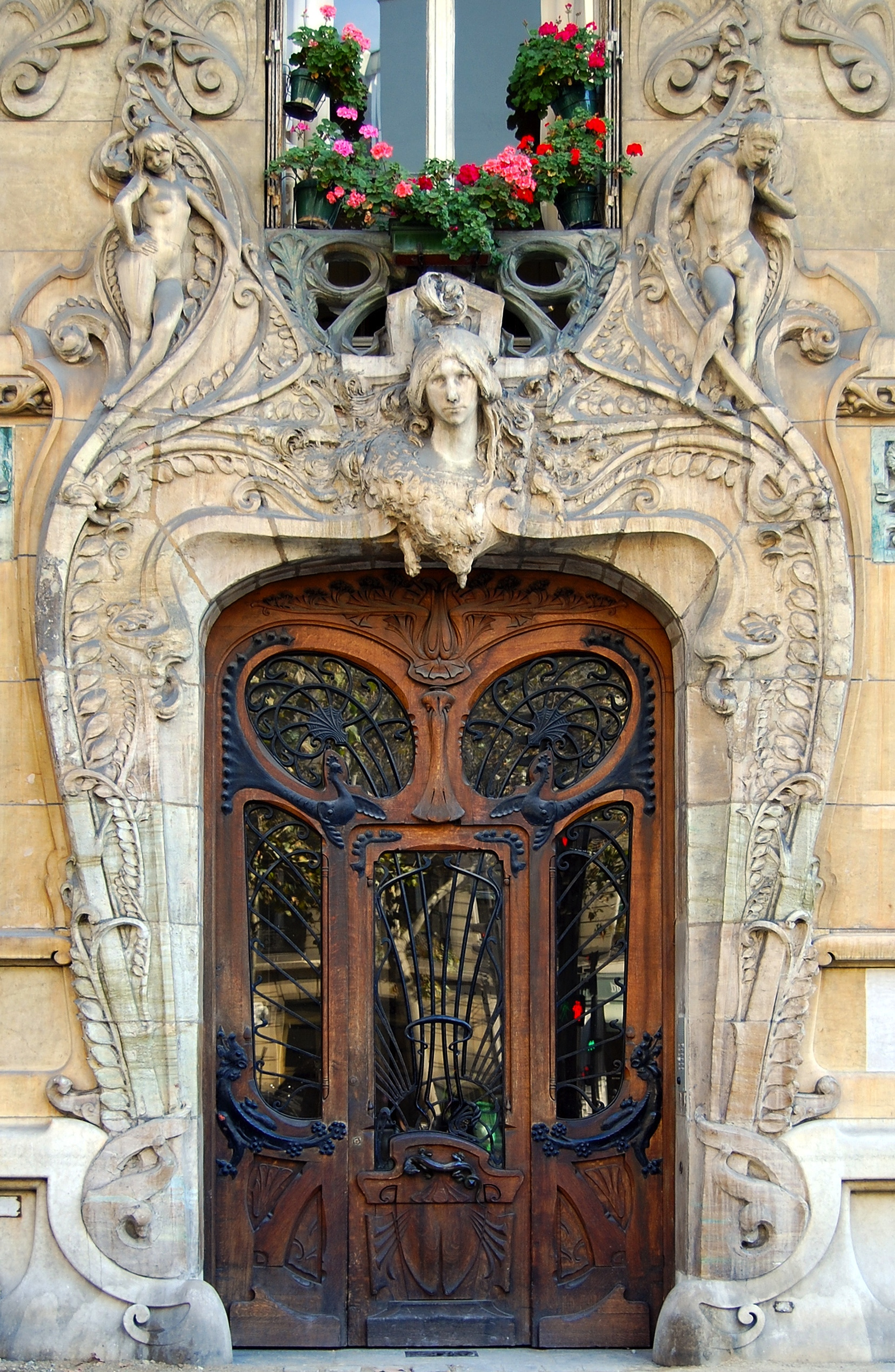
Détail de la porte d'entrée.